# Поворотне (Бахчисарайський район)
Поворо́тне (крим. Povorotne; раніше — Зоря Свободи та Підгірне) — село в Україні, у Бахчисарайському районі Автономної Республіки Крим. Підпорядковане Верхньосадівській сільській раді.
Розташоване на березі річки Бельбек за 9 км на захід від села Верхньосадового і за 5,5 кілометрів від узбережжя Чорного моря. Дворів 92, населення становить 232 особи.

## Історія
У XIX столітті на місці сучасного села розташовувалися поштова станція Бельбек.
Засноване в 1950 році. Початкова назва — Підгірне. Назва Поворотне походить від крутого повороту старої траси Севастополь—Сімферополь, що проходила повз село.
Поблизу села знайдені рештки візантійських поселень VI — VII століття та хозарських поселень VII століття.
До 2011 року також уживалася назва Повортне.
7 вересня 2023 року село перейшло зі складу міста зі спеціальним статусом Севастополь до Бахчисарайського району Автономної Республіки Крим.

## Поселення і могильник «Зоря Свободи»
Пам'ятки розташовуються у долині р. Бельбек на південній околиці села Поворотне. Розвідки і розкопки проводились М. М. Печонкіним (1903), Гераклейською експедицією Херсонеського заповідника (1964), О. Я. Савелею (1973). На поселенні відкрито напівземлянки із залишками каркасно-тинових конструкцій їхніх наземних частин і 11 господарчих ям. Будівлі з вогнищем біля південної стінки. Матеріал заповнення ям і будівель датується ІІ — першою половиною І тис. до н. е. Площа поселення близько 2 га. Могильник представлено кам'яними скринями, досліджувався Печонкіним, матеріал не зберігся. Зараз скрині повністю зруйновані. Поруч відкрито ґрунтовий могильник із похованнями VI-V ст. до н. е. і ІІ-VI ст. н. е., перекритий середньовічним поселенням.

## Виноски
1. 1 2 3 4  Хто є Хто. Міста і села України. Севастополь
2. ↑  Погода в селі Поворотному
3. ↑  Military topographic three-verst map of the Crimea. www.etomesto.com. Процитовано 21 листопада 2023.
4. ↑  Постанова Верховної Ради України від 17 липня 2020 року № 807-IX «Про утворення та ліквідацію районів»
5. ↑  Закон України від 23 серпня 2023 року № 3334-IX «Про внесення змін до деяких законодавчих актів України щодо вирішення окремих питань адміністративно-територіального устрою Автономної Республіки Крим»
6. ↑  Кравченко Евеліна. Пам'ятки таврів